# Puente Cachapoal
El puente Peumo es un puente chileno que cruza el río Cachapoal, ubicado en la Región del Libertador General Bernardo O'Higgins.

## Características
Mide 512 metros en total, y en él han ocurrido más de 100 accidentes, que han dejado más de 500 muertos.[cita requerida] En invierno de 2003 parte del puente colapsó, debido a que el sector sur de la construcción está en desnivel con respecto al lado norte, por lo que el río comenzó a pasar por encima del puente, deteniendo el tráfico hacia ambos sentidos.[cita requerida]
Es un puente que tiene dos viaductos, uno por sentido, y cada viaducto tiene dos calzadas.